# Kang le conquérant
Nathaniel Richards, alias Kang le conquérant (« Kang the Conqueror » en VO) est un super-vilain évoluant dans l'univers Marvel de la maison d'édition Marvel Comics. Créé par le scénariste Stan Lee et le dessinateur Jack Kirby, le personnage de fiction apparaît pour la première fois dans le comic book Fantastic Four #19 en octobre 1963.
Kang est un possible descendant de Nathaniel Richards, le père de Red Richards (Mr Fantastique). Il devient d'abord le pharaon Rama-Tut avant de réapparaître sous le nom de Kang le conquérant dans le comic book Avengers #8 en septembre 1964.
Il possède aussi une version futuriste de lui-même, nommée Immortus, apparue pour la première fois dans Avengers #10 en novembre 1964.

## Biographie du personnage
Nathaniel Richards est un étudiant né au XXXIe siècle sur la Terre-6311 (ou « Autre-Terre »), une dimension alternative à la Terre-616, la réalité standard Marvel.
Hospitalisé pendant un an après une blessure, il étudie les sciences, notamment la robotique et l'histoire. Vivant dans un monde devenu contemplatif, il est de plus en plus attiré par l'aventure et devient fasciné par l'histoire ancienne. Il découvre alors les enregistrements historiques effectués par l'un de ses ancêtres sur l'âge héroïque de la Terre-616, dont celui-ci était originaire.
À l'âge de 25 ans, Nathaniel découvre la forteresse de son ancêtre ainsi que sa machine à voyager dans le temps (celle créée par le Docteur Fatalis),. Peu après, il fait la rencontre avec les Quatre Fantastiques venus de différentes Terres alternatives, qui cherchaient à faire échec à son incarnation future ; cet épisode fut par la suite effacé de sa mémoire.
Construisant un immense vaisseau spatial ayant l'apparence d'un sphinx, Nathaniel Richards se rend ensuite en Égypte ancienne, en 2950 av. J.-C., mais son vaisseau s'écrase, le rendant aveugle et le bloquant à cette époque. Il réussit cependant à subjuguer la population locale en utilisant sa technologie et les oblige à lui procurer une herbe radioactive pour le soigner. Il prend alors le nom de Rama-Tut et s'instaure en tant que pharaon, gouvernant le pays tel un dieu vivant pendant une décennie. Il fait la connaissance de Samira, la Maîtresse du Nil qui devient son ennemie ; Amenhotep, qu'il transforme en une créature vampirique, et certains voyageurs temporels comme Killpower ou les équipes de Génetix. Avec une esclave, il a un fils, Ramadès et projette de faire d'En Sabah Nur — le mutant qui devient plus tard Apocalypse son héritier.
Le règne de Rama-Tut dure un certain temps mais, à la suite d'un combat contre les Quatre Fantastiques, envoyés à son époque depuis le XXe siècle avec l'aide du dieu de la Lune héliopolitain Khonsou et du Docteur Strange, et qui implique également En Sabah Nur et les Vengeurs de la Côte Ouest, Richards doit quitter cette époque et repartir dans sa machine temporelle.
C'est un homme aigri qui se rend dans un XXe siècle alternatif, où il rencontre le Docteur Fatalis, lui-même perdu dans le flot temporel après une défaite face aux Fantastiques, et qui, selon Richards, pourrait bien être son ancêtre. Reparti dans son vaisseau et inspiré de cette rencontre, il conçoit une armure basée sur celle de Fatalis et, s'appelant lui-même le Centurion écarlate (Scarlet Centurion), il se confronte à l'équipe des Vengeurs de cette réalité alternative. Il prévoit de les éliminer tous, mais les Vengeurs parviennent à le forcer à sortir de cette trame temporelle.
Il tente alors de revenir au XXXIe siècle mais, dépassant la date de mille ans, il découvre une Autre-Terre du XLe siècle déchirée par la guerre. Il adopte une nouvelle armure et une nouvelle identité, celle de Kang le conquérant, et se lance à la conquête de la planète, étendant sa domination dans toute la galaxie. Mais ce monde futur était en train de mourir, aussi décide-t-il de prendre le contrôle d'une Terre plus ancienne et plus fertile.
C’est à partir de cette époque (sans compter la divergence du Centurion écarlate) que la vie de Nathaniel Richards commence à perdre tout caractère linéaire. Du fait de ses nombreux voyages dans le temps, Kang crée d'innombrables divergences de lui-même ; il devient rapidement impossible de déterminer lors des rencontres de Kang avec les héros de la Terre-616 à quelle divergence de Kang ils sont confrontés. Quoi qu'il en soit, Kang finit par conquérir un empire s'étendant sur une centaine d'années-lumière.

## Famille
Source : Marvel-world.com
- Nathaniel Richards (ancêtre)
- Cassandra Richards (le Seigneur de la Guerre, ancêtre)
- Tara (Huntara), Red (Mr Fantastic), Franklin et Valéria Richards (parents éloignés)
- Victor von Fatalis (Docteur Fatalis, ancêtre supposé)
- Ravonna Lexus Renslayer (Terminatrix et Nébula, épouse, présumée décédée)
- Ramadès (fils)
- Marcus Kang I à XXIII (fils, décédés)
- Uriel (fils adoptif, décédé)
- Eimin (fille adoptive, décédée)

## Pouvoirs, capacités et équipement
Kang n'a aucun super-pouvoir, mais est cependant un génie, un érudit qui possède une connaissance pointue en histoire. Il est également un maître physicien spécialisé dans le voyage temporel, un ingénieur et un technicien exceptionnel.
En complément de ses talents, Kang, grâce aux progrès médicaux de son époque, vieillit plus lentement qu'un être humain du XXe siècle. Il est également beaucoup plus résistant aux radiations que les humains.
- Kang est devenu un expert du voyage et de la manipulation temporels. Il maîtrise également la technologie avancée du XXXe siècle et du XLe siècle. Grâce à elle, il est devenu un excellent stratège et un vétéran au combat à mains nues ou armé. Il est par ailleurs animé d'une volonté indomptable et d'une grande détermination pour atteindre les buts qu'il s'est fixé[1].
- Il porte une armure qui augmente sa force et qui peut le maintenir en vie dans un milieu hostile (vide spatial, etc.) pendant 30 jours.
- L'armure lui donne la capacité de projeter de l'énergie, des champs de force et des hologrammes, et peut aussi lui permettre de contrôler d'autres technologies. Il peut aussi ouvrir des micro-trous de ver temporels pour prendre de nouvelles armes.
- Il est généralement équipé d'un arsenal très diversifié, comprenant notamment : des défenses antimatière, des générateurs d'écrans de protection, un projecteur de rayons vibratoires, un amplificateur de champ électromagnétique, un canon (manuel) tirant un missile nucléaire à émission de neutrinos, un paralyseur électrique, un diffuseur de gaz nerveux et un agrandisseur moléculaire[1].

Grâce à son « navire temporel » (time ship), Kang a accès à la technologie de tous les siècles et prétendit autrefois que son navire pourrait à lui seul détruire la Lune. Il a également utilisé un véhicule spatial d'environ 6 mètres de long abritant sa machine temporelle, qui peut accéder à n'importe quelle époque, en passant par les Limbes. Il a également utilisé un grand nombre de vaisseaux spatiaux, dont le plus récent exemple est sa base de Damoclès employée lors de sa conquête de la Terre du XXe siècle, qui fut détruite lors d'un affrontement final avec les Vengeurs.
En tant que Rama-Tut, son arme de prédilection, avec laquelle il a conquis l'Égypte, était un fusil « ultra-diode », capable de contrôler les esprits humains et d'affaiblir voire d'empêcher l'utilisation des pouvoirs surhumains. Les êtres affectés par cette arme pouvaient être libérés de ses effets si celle-ci leur tirait dessus une seconde fois.
Kang commande une vaste armée de guerriers recrutés dans toute la galaxie du XLe siècle. Il utilise aussi de nombreux robots (comme ses Growing Men, équipés d'un « pollen de croissance » qui leur permet de croître en taille en absorbant l'énergie cinétique qu’ils reçoivent). Par ailleurs, il a constitué une garde d'élite de guerriers recrutés à diverses époques et appelée les Anachronautes (Apocryphe, Deathunt-9000, Loup Rouge, Raa, Sir Ralston, Ssith et Tyndar).
Sa base principale, dénommée « le Centre », se situe au XLe siècle sur l'Autre-Terre. Il maintient également un avant-poste secret dans la dimension appelée le Purgatoire ainsi que des forteresses dans plusieurs réalités alternatives. Son ancienne base et capitale, Chronopolis, alimentée par le Cœur de l'Éternité, servait de carrefour et d'accès à virtuellement toutes les époques de l'histoire humaine, tout en restant hors phase du flot temporel, restant ainsi indétectable. Son palais sur Chronopolis et ses habitants n'étaient pas affectées par les divergences temporelles ou par le passage du temps.

## Alter egos

### Immortus
Immortus est une version alternative de Kang qui réside dans les Limbes. Kang était destiné à devenir Immortus, jusqu'au dernier numéro de la série Avengers Forever (en) dans lequel des êtres puissants appelés les Gardiens du Temps (Time Keepers) séparèrent involontairement le premier du second.

### Iron Lad
Iron Lad (en) est une version adolescente de Kang qui a appris l'existence de son futur quand Kang a tenté d'empêcher sa propre hospitalisation pendant son enfance. Tentant d'échapper à son destin, l'adolescent vole l'armure avancée de son soi futur et revient dans le passé, formant les Jeunes Vengeurs pour aider à arrêter Kang. Lorsque sa tentative de rejeter son destin entraîne la mort de Kang, la destruction qui en résulte, provoquée par les changements historiques, oblige Iron Lad à revenir dans le futur à son époque et à réparer les dommages en devenant Kang.

### Rama-Tut
Rama-Tut était le pseudonyme d'origine de Kang lorsque celui-ci dirigea l’Égypte ancienne. Plus tard dans sa vie, il abandonne le nom de Kang et revient à l'identité de Rama-Tut. Il aide les Vengeurs à vaincre son soi passé lorsqu'il tente de capturer la « Vierge céleste » (Celestial Madonna). Il s'abandonne alors presque au destin de devenir Immortus, mais change d'avis et revient à l'identité de Kang lorsqu'il découvre qu'Immortus n'est que le pion des êtres appelés Time Keepers.

### Victor Timely
Afin d'avoir une retraite privée par rapport au stress quotidien de son empire, Kang établit une petite ville tranquille appelée Timely dans le nord de l’Illinois vers 1910, où il réside parfois sous l’identité du maire Victor Timely. Pendant l'une de ses vacances, il s'intéresse à Phineas Horton, un étudiant diplômé de l'université et donne des conseils au jeune homme, ce qui amènera ce dernier à créer la Torche humaine originale (Jim Hammond).